# Фланаган (Илиноис)
Фланаган (енгл. Flanagan) град је у америчкој савезној држави Илиноис.

## Демографија
По попису из 2010. године број становника је 1.110, што је 27 (2,5%) становника више него 2000. године.
| Група             | 2000.         | 2010.         |
| Белци             | 1.067 (98,5%) | 1.075 (96,8%) |
| Афроамериканци    | 2 (0,2%)      | 9 (0,8%)      |
| Азијати           | 2 (0,2%)      | 8 (0,7%)      |
| Хиспаноамериканци | 2 (0,2%)      | 20 (1,8%)     |
| Укупно            | 1.083         | 1.110         |